# سامسونج ريبلينيش
سامسونج ريبلينيش (بالإنجليزية: Samsung Replenish)‏ هو هاتف ذكي من سامسونج يعمل بنظام أندرويد، تم طرحه في الأسواق في يناير 2011.

## الخصائص
- نظام التشغيل: أندرويد
- الكاميرا الخلفية: 2.0 ميجابكسل
- الشاشة: شاشة لمس إل سي دي
- الوزن: 4.1 أونصة (120 غ)
- المعالج: 600 ميجا هرتز
- الذاكرة: 512 ميجابايت